# Andreas Lindgreen
Andreas Holst Lindgreen (* 18. Februar 1998) ist ein dänischer Leichtathlet, der sich auf den Mittelstreckenlauf spezialisiert hat.

## Sportliche Laufbahn
Erste internationale Erfahrungen sammelte Andreas Lindgreen im Jahr 2015, als er bei den Jugendweltmeisterschaften in Cali im 3000-Meter-Lauf in 8:52,28 min den 14. Platz belegte. Im Jahr darauf schied er bei den U20-Weltmeisterschaften in Bydgoszcz im 1500-Meter-Lauf mit 3:55,21 min in der Vorrunde aus und 2017 belegte er bei den U20-Europameisterschaften in Grosseto in 3:57,59 min den vierten Platz. Bei den Crosslauf-Weltmeisterschaften 2019 in Aarhus belegte er mit der dänischen Mixed-Staffel in 28:47 min den achten Platz und anschließend schied er bei den U23-Europameisterschaften in Gävle mit 3:49,32 min in der ersten Runde aus. Auch bei den Halleneuropameisterschaften in Toruń schied er mit 3:41,25 min in der Vorrunde aus. Bei den Crosslauf-Europameisterschaften 2022 in Turin gelangte er mit der Mixed-Staffel mit 17:47 min auf den achten Rang.
In den Jahren 2017 und 2021 wurde Lindgreen dänischer Hallenmeister im 1500-Meter-Lauf.

## Persönliche Bestzeiten
- 1500 Meter: 3:41,17 min, 18. Juni 2019 in Kopenhagen
  - 1500 Meter (Halle): 3:41,25 s, 4. März 2021 in Toruń
- Meile: 4:00,55 min, 5. Juli 2022 in Cork